# Lutz (Floride)
Pour les articles homonymes, voir Lutz.
Lutz est une census-designated place située dans le comté de Hillsborough, dans l’État de Floride, aux États-Unis. Elle fait partie de l'aire urbaine de Tampa Bay.

## Démographie
| 1980  | 1990   | 2000   | 2010   | - | - |
| ----- | ------ | ------ | ------ | - | - |
| 5 555 | 10 552 | 17 081 | 19 344 | - | - |

Lors du recensement de 2010, elle comptait 19 344 habitants.